# Lista över romerska namn
En lista med romerska namn av typen gens. 

## A
- Aburius
- Accius = Attius
- Accoleius
- Acilius
- Aebutius
- Aedinius
- Aelius
- Aemilius
- Albanius
- Albatius
- Allectius
- Amatius
- Annius
- Anicius
- Antestius
- Antius
- Antonius
- Appuleius
- Aquillius
- Arminius
- Armenius
- Arrius
- Arsinius
- Artorius
- Asinius
- Ateius
- Atius
- Atilius
- Atrius
- Atronius
- Attius
- Aufidius
- Aurelius
- Ausonius
- Avidius
- Axius

## B
- Babudius
- Baebius
- Barrius
- Betilienus
- Bibulus
- Blandius
- Bruccius = Bruttius(?)
- Bruttius

## C
- Caesar
- Caecilius
- Calatorius
- Calidius
- Calpurnius
- Calventius
- Camillius
- Camilius
- Camelius
- Caprenius
- Carius
- Caristanius
- Cispius
- Castor
- Claudius
- Clodius
- Clovius
- Cluntius
- Coiedius
- Cominius
- Cordius
- Condoriano
- Conelia
- Cornelius
- Cosconius
- Crispus
- Curius
- Curtius
- Constantine

## D
- Decumius
- Desticius
- Dexsius
- Didius
- Dillius
- Domitius
- Dossenius
- Duccius
- Duronius

## E
- Egnatius
- Epidius
- Equitius

## F
- Fabius
- Fadius
- Faenius
- Falerius
- Favonius
- Festinius
- Flaccus
- Flavius
- Flavinius
- Flavonius
- Floridius
- Florius
- Floronius
- Fufius
- Fulcinius
- Fulvius
- Fundanus
- Furius
- Frida

## G
- Gabinius
- Gaius
- Galerius
- Gallius
- Gavius
- Gellius
- Granius
- Grattius
- Gratidius
- Gius

## H
- Helvetius
- Helvius
- Herennius
- Herminius
- Hirtius
- Hoenius
- Horatius (Horace)
- Hortensius
- Hosidius
- Hostilius

## I
- Inventius
- Iulius (Julius)
- Iunius (Junius)
- Iustus (Justus)
- Iuventius (Juventius)

## L
- Laetonius
- Lafrenius
- Lampronius
- Liburnius
- Licinius
- Ligustinius
- Livius
- Lollius
- Longinius
- Loreius
- Lucius
- Lucilius
- Lusius
- Laetitia

## M
- Macrinius
- Maecilius
- Maelius
- Mallius
- Mamilius
- Manlius
- Manilius
- Marcus
- Marius
- Matius
- Maximus
- Memmius
- Messienus
- Metilius
- Milonius
- Minucius or Minicius
- Modius
- Mucius
- Munatius
- Munius
- Murrius
- Maro

## N
- Naevius
- Nasennius
- Nemetorius
- Nepius
- Nigidius
- Nigilius
- Nipius
- Norbanus
- Novius
- Numerius

## O
- Olcinius
- Oppius
- Opsius
- Oranius
- Otacilius

## P
- Paconius
- Palpellius
- Papinius
- Papirius
- Papius
- Patrick
- Peltrasius
- Pescennius
- Petellius
- Petilius
- Petillius
- Petronius
- Pinarius
- Piscius
- Pisentius
- Placidius
- Plautius
- Plinius
- Plotius
- Pollius
- Pompeius
- Pomponius
- Pomptinus
- Pontidius
- Pontius
- Popidius
- Portius
- Postumius
- Paesentius
- Publicius
- Pupius

## Q
- Quintilius
- Quintius
- Quirinius

## R
- Rabirius
- Rufius
- Rufrius
- Rufus
- Rusonius
- Rutilius
- Rikke

## S
- Sabucius
- Sallustius
- Salonius
- Salvius
- Scribonius
- Secundinius
- Secundius
- Seius
- Sempronius
- Sennius
- Sentius
- Septimius
- Sepunius
- Sepurcius
- Sergius
- Servilius
- Sestius
- Sextilius
- Sextius
- Sidonius
- Silius
- Sittius
- Socellius
- Sornatius
- Spurius
- Statius
- Statilius
- Stertinius
- Suedius
- Sulpicius

## T
- Tadius
- Talmudius
- Tanicius
- Tertinius
- Tettidius
- Tettienus
- Tettius
- Titiedius
- Titus
- Titinius
- Trebatius
- Trebellius
- Treblanus
- Tremellius
- Tuccius
- Tullius

## U
- Ulpius
- Umbrenius
- Umbrius
- Urgulanius
- Uulius

## V
- Vagennius
- Vagionius
- Vagnius
- Valerius - Gens
- Varius
- Vassenius
- Vatinius
- Vedius
- Velius
- Veranius
- Verecundius
- Vergilius (Vergil)
- Vesnius
- Vesuvius
- Vibenius
- Vibidius
- Victricius
- Viducius
- Vinicius
- Vipsanius
- Vipstanus
- Viridius
- Virius
- Vitruvius
- Volaginius
- Volcatius
- Volumnius
- Volusenna
- Volusenus
- Volusius